# Теклине (Камінь-Каширський район)
Те́клине — село в Україні, у Камінь-Каширській громаді Камінь-Каширського району Волинської області. Населення становить 531 особу.

## Географія
Село розташоване на лівому березі річки Турії. Поруч з селом розташований гідрологічний заказник місцевого значення Турський.

## Історія
У 1906 році село Хотешівської волості Ковельського повіту Волинської губернії. Відстань від повітового міста 46 верст, від волості 10. Дворів 47, мешканців 273.

## Населення
Згідно з переписом УРСР 1989 року чисельність наявного населення села становила 566 осіб, з яких 261 чоловік та 305 жінок.
За переписом населення України 2001 року в селі мешкало 508 осіб.

### Мова
Розподіл населення за рідною мовою за даними перепису 2001 року:
| Мова       | Відсоток |
| ---------- | -------- |
| українська | 99,81 %  |
| білоруська | 0,19 %   |